# Rüthen
Rüthen là một thị trấn ở Soest, North Rhine-Westphalia, Đức.

## Địa lý
Rüthen nằm ở biên giới đông bắc của khu bảo tồn tự nhiên Arnsberger Wald giữa Haarstrang và thung lũng sông Möhne, xấp xỉ 20 km về phía nam Lippstadt và 35 kilômét (22 mi) Tây nam Paderborn. Điểm cao nhất là Wehberg với chiều cao 528,9 mét (1.735 ft), điểm thấp nhất là thung lũng của sông Pöppelsche 130 mét (430 ft). Với diện tích hơn 310 kilômét vuông (120 dặm vuông Anh) đây là đô thị rộng lớn nhất ở Soest.

### Thành phố láng giềng
| - Anröchte - Bestwig - Brilon - Büren - Erwitte | - Geseke - Lippstadt - Olsberg - Warstein |

### Các khu vực
Rüthen có 15 khu vực sau:
- Rüthen (5,360 dân)
- Altenrüthen (550 dân)
- Drewer (780 dân)
- Hemmern (170 dân)
- Hoinkhausen(170 dân)
- Kallenhardt(1,810 dân)
- Kellinghausen (90 dân)
- Kneblinghausen (310 dân)
- Langenstraße-Heddinghausen (460 dân)
- Meiste (410 dân)
- Menzel (426 dân)
- Nettelstädt (111 dân)
- Oestereiden (870 dân)
- Weickede (25 dân)
- Westereiden (530 dân)

## Dân số
| Năm  | Dân số |
| ---- | ------ |
| 1819 | 1.739  |
| 1822 | 1.799  |
| 1825 | 1.823  |
| 1828 | 1.951  |
| 1831 | 1.899  |
| 1834 | 1.860  |
| 1837 | 1.863  |
| 1840 | 1.938  |
| 1843 | 2.040  |
| 1846 | 2.026  |
| 1849 | 2.006  |
| 1852 | 1.941  |
| 1855 | 1.896  |
| 1858 | 1.830  |
| 1861 | 1.899  |

| Ngày                  | Dân số |
| --------------------- | ------ |
| 1864                  | 1.827  |
| 1867                  | 1.794  |
| 1871                  | 1.700  |
| 1875                  | 1.652  |
| 1880                  | 1.783  |
| 1885                  | 1.723  |
| 1890                  | 1.859  |
| 1895                  | 2.018  |
| 1900                  | 2.072  |
| 1905                  | 2.218  |
| 1910                  | 2.295  |
| 17. tháng 5 năm 1939  | 2.622  |
| 13. tháng 11 năm 1950 | 3.541  |
| 6. tháng 6 năm 1961   | 4.160  |
| 27. tháng 5 năm 1970  | 5.177  |

| Ngày                  | Dân số |
| --------------------- | ------ |
| 30. tháng 6 năm 1985  | 10.925 |
| 31. tháng 12 năm 2000 | 11.500 |
| 31. tháng 12 năm 2005 | 11.143 |
| 31. tháng 12 năm 2006 | 11.019 |
| 31. tháng 12 năm 2007 | 10.894 |